# Mark Ranby
Pas d'image ? Cliquez ici

a Compétitions nationales et continentales officielles uniquement.

b Matchs officiels uniquement.
Dernière mise à jour le 8 juillet 2025.
Mark Ranby est né le 1er juin 1977 à Putaruru (Nouvelle-Zélande). C'est un joueur de rugby à XV néo-zélandais ayant joué avec les All Blacks en 2001. Il évolue au poste de trois-quarts centre (1,78 m pour 92 kg).

## Carrière

### En club
Mark Ranby commence sa carrière avec la province de Manawatu en National Provincial Championship (NPC), avant de poursuivre avec les Central Vikings. En 1997, il fait ses débuts en Super 12 avec les Wellington Hurricanes. En 1999, il rejoint la franchise des Chiefs et la province de Waikato. 
Il s'engage en 2006 avec les Coca Cola Red Sparks en Top League, où il joue pendant deux saisons,.
En 2008, il part étudier à l'université de Cambridge, et joue avec l'équipe de l'université, notamment lors du Varsity Match,. Impacté par les blessures, il met un terme à sa carrière de joueur dans la foulée.

### En équipe nationale
Mark Ranby joue avec la sélection néo-zélandaises des moins de 21 ans en 1997 et 1998.
Il joue un unique match avec les All-Blacks le 16 juin 2001, à l'occasion d'un match contre les Samoa,.